# Nantucket Airlines
Pour les articles homonymes, voir Nantucket (homonymie) et ACK.

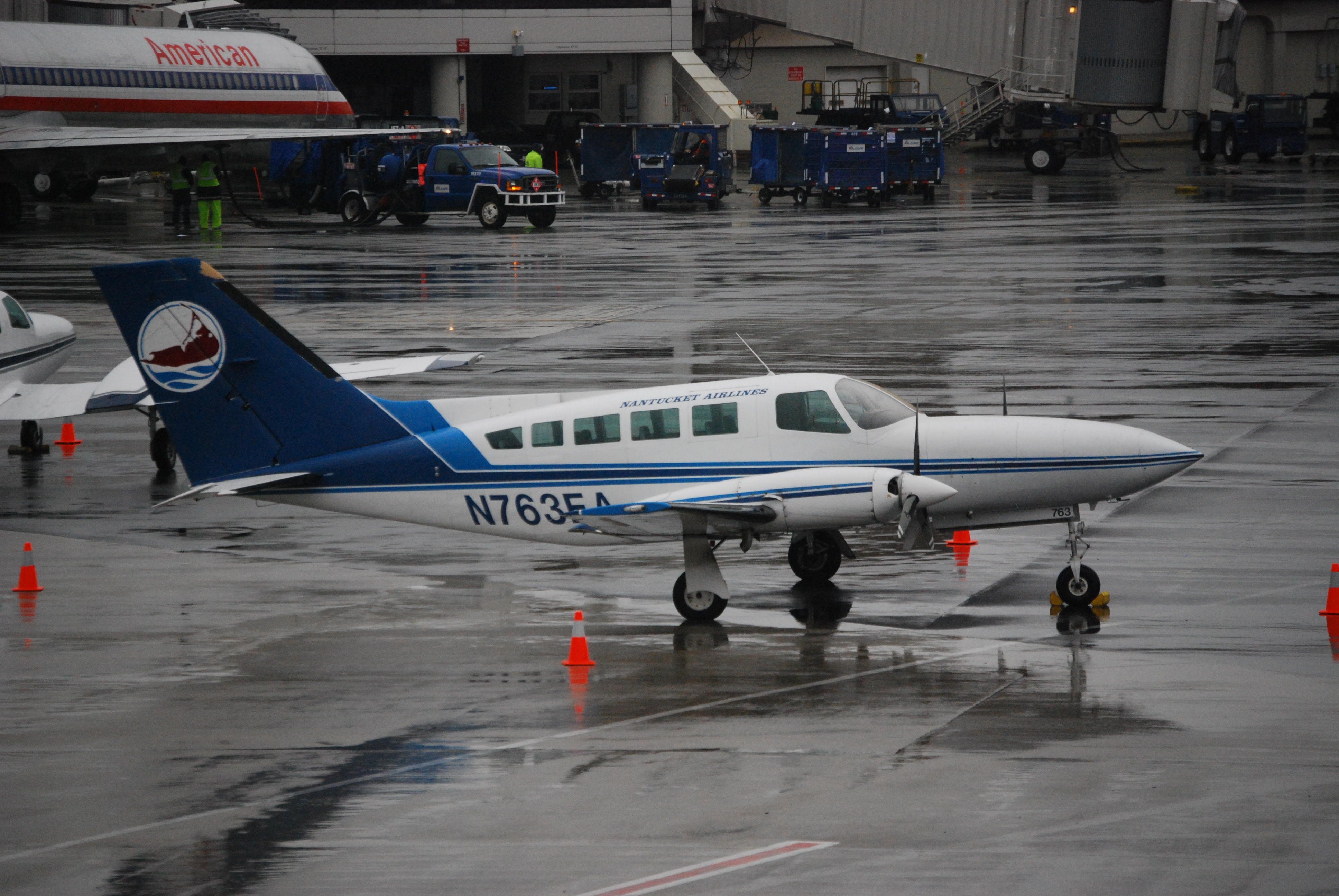
Un Cessna de Nantucket Airlines.

Nantucket Airlines (code IATA : 9K ; code OACI : ACK) est une vieille compagnie aérienne régionale américaine, en Nouvelle-Angleterre. Elle est associée à sa compagnie-sœur Cape Air depuis février 1994, pour permettre des liaisons plus fréquentes autour du Cape Cod, des îles de Martha's Vineyard et de Nantucket. Elle relie Nantucket à l'aéroport du cap Cod, Hyannis (code IATA : HYA ; code OACI : KHYA).